# Висоцькі

Родинний герб Висоцьких власників Златополя, Андріївки та Золіно, Свіблово, Кленково

Висоцькі — дворянський рід.

## Історія
В Україні дворянський рід Висоцьких пов'язаний з володінням Миколою Висоцьким Златополем та Андріївкою у 1801–1833 рр.
Українська гілка роду походить від свого родоначальника Автонома Висоцького, який був власником маєтностей в Галицькому повіті наприкінці XVI-го століття.
- Його онук Василь Іванович Висоцький, костромський міський дворянин був вбитий при осаді Смоленська в 1634 році,
- Його внуки Василь Матвійович Висоцький, Яків Матвійович Висоцький та Борис Матвійович Висоцький були стольниками Петра І.

Чотири роди Висоцьких належали до нового дворянства й внесені в І, ІІ, та ІІІ частини родословних книг Полтавської губернії, три роди — до книг Чернігівської губернії. Декілька родів Висоцьких козацького походження отримали в 18-19 століттях права московського дворянства. Найвідомішим є рід Василя Висоцького, писаря Генерального суду 1779 року. На гербі цього роду — на срібному фоні чорний спис над золотим півкіллям (ймовірно, символізує півмісяць) як символ перемоги над мусульманами Криму та Туреччини.
- Висоцький Василь Васильович народився в 1766 році.
- Висоцький Степан Васильович, колезький асесор, проходив службу в кінно-гренадерському, а згодом в кірасирському полках. Залишивши військову службу (1801), був депутатом в полтавському генеральному суді, предводитель дворянства Лохвицького повіту (1829- вересень, 1832).
- Висоцький Степан Степанович, народився 29.09.1861 р.н., предводитель дворянства Лохвицького повіту (листопад, 1850 — вересень,1861), помер у с. Макіївка Ніжинського повіту 09.02.1895 р.
- Висоцька Уляна Степанівна (03.06.1844 р.н.), дочка поміщика Полтавської губернії Лохвицького повіту Висоцького Степана Степановича та Олени Осипівни з дому Корево. Чоловік Уляни Степанівни — Олександр Васильович Сохно-Устинович (29.04.1824 р.н.), — командир Єйського кінного полку, полковник. Цей полк у пам'ять про бойові заслуги запорожців, прямими нащадками яких були кубанські козаки, перейменований у 1-ий Запорожський великий полк.
- Висоцький Василь Степанович, член Ніжинського окружного суду, помер 9 грудня 1902 року. Дружина — Марія Миколаївна з дому Романович (15.08.1849 р.н.), донька Миколи Федоровича Романовича, підполковника, який мешкав в Монастирищах.
- Внук — Микола Васильович Висоцький, вступив на службу 29.11.1901 року, голова Ніжинської повітової управи від 08.10.1902.